# ビーバー (特殊潜航艇)
| ビーバー | ビーバー                                          |
| -------- | ------------------------------------------------- |
|          |                                                   |
| 艦級概観 |                                                   |
| 艦種     | 特殊潜航艇                                        |
| 艦名     | ビーバー                                          |
| 前級     |                                                   |
| 次級     |                                                   |
| 性能諸元 |                                                   |
| 排水量   | 5.7 t                                             |
| 全長     | 8.9 m                                             |
| 全幅     | 1.6 m                                             |
| 吃水     | 1.6 m                                             |
| 機関     | 32hp オペル製ガソリンエンジン, 13hp 電気モーター, |
| 電池     |                                                   |
| 速力     | 水上：6.5kt 水中：5.3kt                           |
| 航続距離 | 水上：100海里                                     |
| 燃料     |                                                   |
| 乗員     | 1名                                               |
| 兵装     | TIIIc魚雷2本、または機雷2発                       |
| 航空機   |                                                   |
| 備考     | 最大潜航深度 20 m                                 |

ビーバー（Biber）は、第二次世界大戦で使用されたドイツの特殊潜航艇である。外部に装着した2本の53cm魚雷または機雷で武装し、沿岸部での輸送に対する攻撃を企図した。この艦はドイツ海軍の保有した最も小型の潜水艦である。
ビーバーは、ヨーロッパへ上陸を試みる連合国軍の脅威に対する補助戦力として、急遽開発された。この結果、基礎的な技術的欠陥と操縦者の訓練不足が結びつき、324隻のビーバーが配備されたにもかかわらず、連合軍の輸送に対し、現実的な脅威とは全くならなかった。本級による撃沈は、アメリカ軍の貨物船アラン・A・デール（7,100総トン）のみである。
数隻が博物館で現存しており、この中には、航行可能な状態にまで復旧された1隻が含まれる。

## 開発
最初の試作艇の建造は1944年2月から開始され、6週間かからずに完了した。
試作一号艇は、公式にはブンテボート（しかしより広範にはアダムとして知られた）と呼称され、イギリスのウェルマン潜水艦の強い影響を受けていた。この艦は全長が約2m短いことなど、いくつかの点が最終的な設計とは異なるものであった。5月29日のトラーフェ川でのテストの後に、24隻のビーバーが発注された。

## 設計

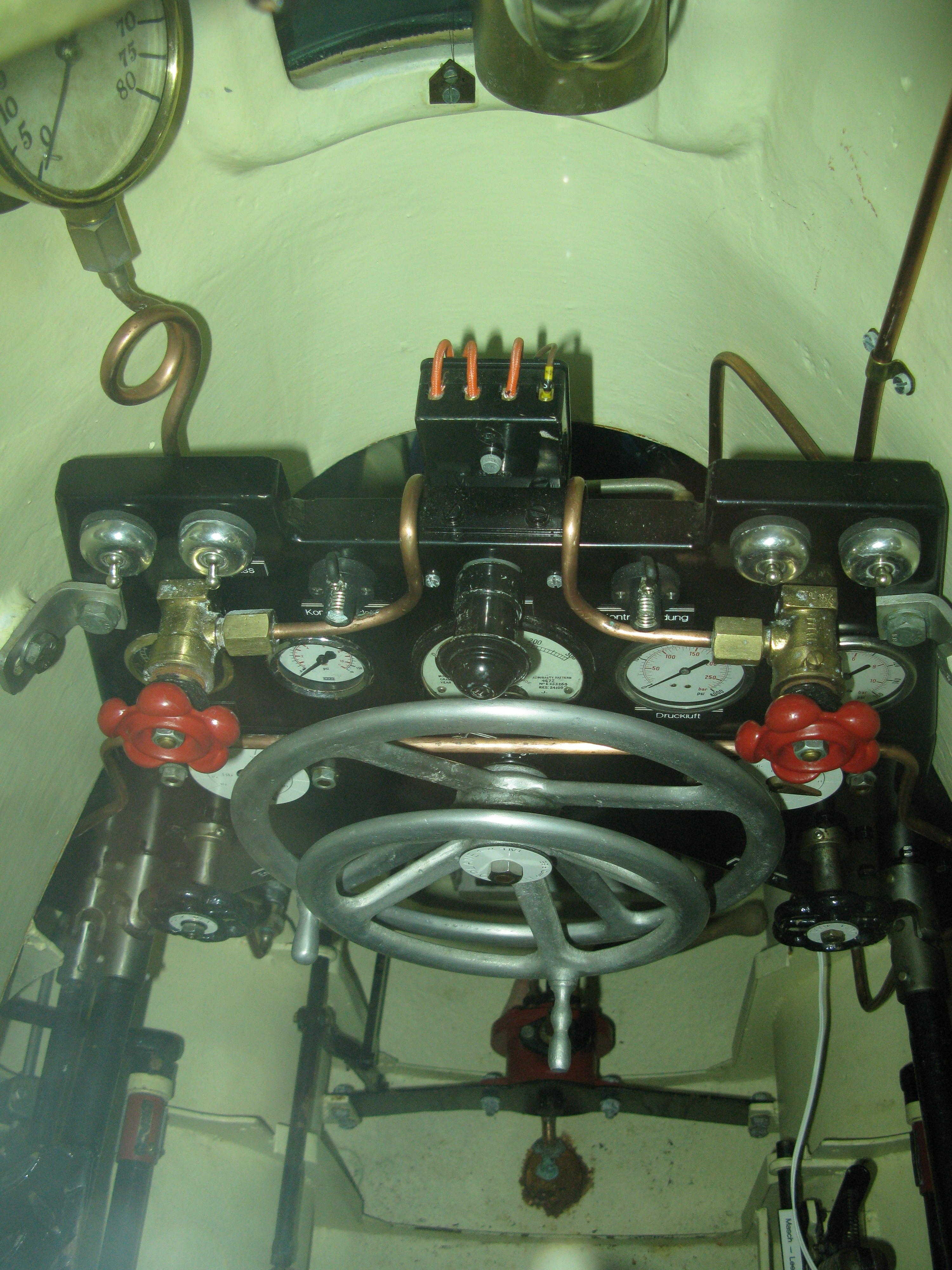
ビーバーの操縦系統

艦体は、厚さ3mmの鋼板からなる3つのセクションを合体させ、上部にはアルミニウム合金製の司令塔を鋲接して建造された。この司令塔は防弾ガラスの窓を備え、操縦者が外界を視察できるようになっていた。水中翼と舵は木製であり、深度計、コンパス、潜望鏡からの情報に従ってこれらの制御舵を操作してこの艦を操縦することは困難なことであった。操縦が困難なことに加え、この艦には補整とトリムを制御するタンクが欠如しており、潜望鏡深度に艦を維持することがほぼ不可能だった。ビーバーには潜航タンクが艦首セクションに1基、船尾に1基備えられていた。
この潜水艦には中正浮力状態でTIIIc魚雷（搭載バッテリーの数を制限して達成する）2本、または機雷2発、もしくはこれらを混載で装備できた。
ビーバーは、浮上航走時には32馬力のオペル・ブリッツ用のガソリンエンジンで駆動された。このエンジンから放出される一酸化炭素は危険をもたらす恐れがあったが、機関に採用された。このエンジンは安価で、相当数が生産されているという利点があった。潜航中の推進力は、13馬力の電気モーターにより供給された。このモーターは三基のT13 T210バッテリーを電源とした。

## 戦歴
ビーバーの作戦は、ドイツ海軍小型戦闘部隊（小型潜航艇と高速爆破ボートを混成で運用したドイツ海軍部隊）の支援のもとに実施された。当初の計画では、ビーバーの操縦者の訓練が8週間行われる予定だったが、操縦者の最初の組はわずか3週間で速成された。計画はまた、ビーバー30隻の小艦隊と操縦者、また搭乗員を支援する200カ所の海岸を必要としていた。
作戦は通常1日か2日で終了し、この長い作戦中に起きたままでいるため、操縦者はD-IX（コカインをベースとした覚醒薬）として知られる薬品か、カフェイン入りのチョコレートを用いた。貧弱な性能のビーバーの潜望鏡により、夜襲は海面に浮上した状態で行わなければならなかった。

### フェカン港湾

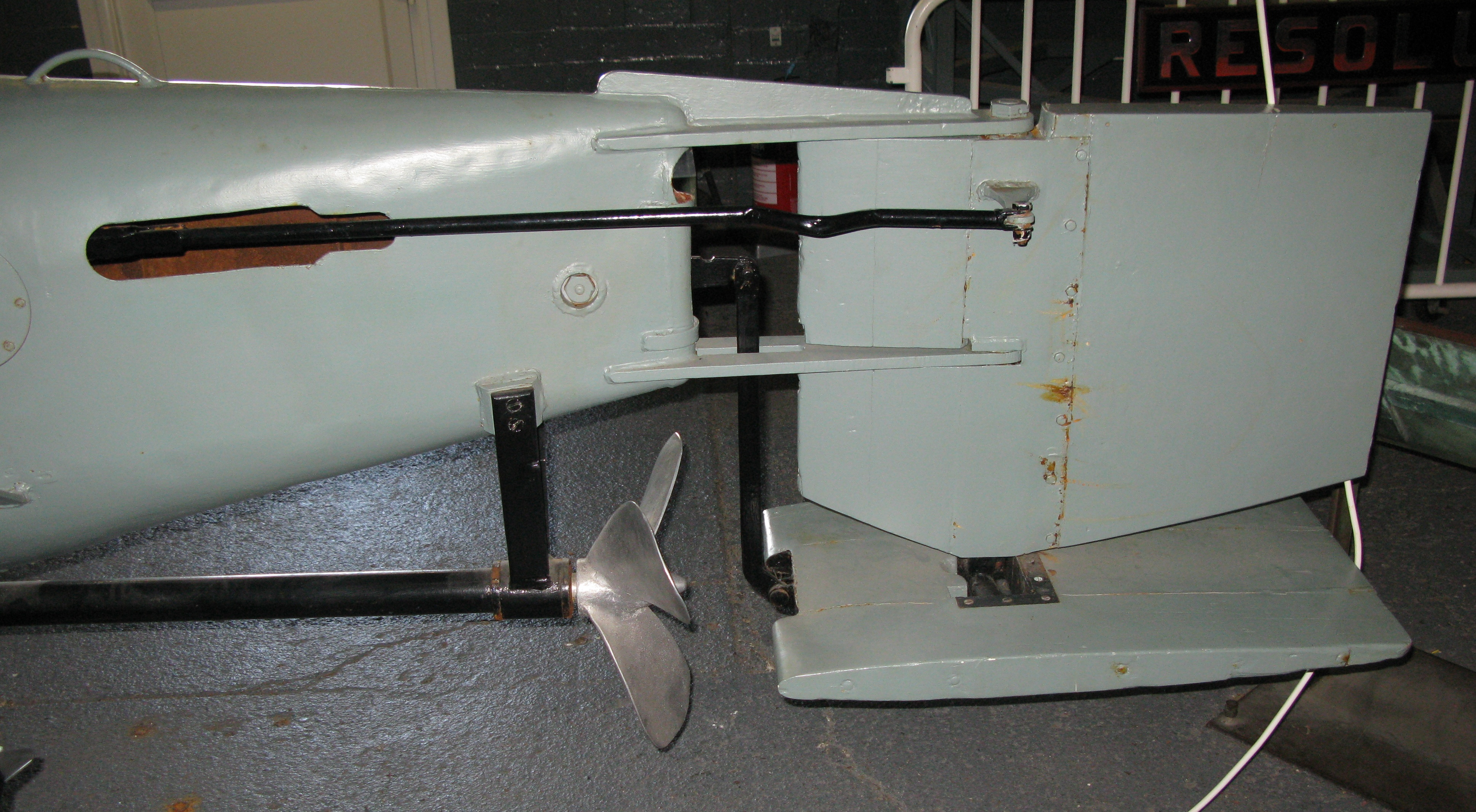
ビーバー105艇の縦横舵および推進器。

ビーバーの初陣は1944年8月30日、フェカン港から実施された。22隻の潜航艇が出撃したが、港湾を離れることができた艦は14隻のみで、さらにこの14隻のうち2隻のみが作戦海域に到達した。これらのビーバーは後にメンヒェングラートバッハに後退した。

### スヘルデ河口での作戦
1944年12月、スヘルデ河口のアントワープへの輸送に対し、ビーバーを配備することが決断された。兵力はロッテルダムを基地とし、PoortershavnおよびHellevoetsluisに前進基地を置くものであった。最初の攻撃は12月22日から23日の夜間に実施された。18隻のビーバーが投入され、1隻のみが生還した。この作戦による連合軍の損失はアラン・A・デールのみであった。23日から25日にかけてのさらなる作戦は成功を収めず、投入された14隻の潜航艇はすべて生還しなかった。27日、Voorneschenで事故による魚雷の誤射が発生し、11隻のビーバーが沈没する結果となった。これらの艦はしかし、後に戦列に復帰した。無傷の3隻はこの後再び出港し、生還しなかった。1月29日から30日の夜間の作戦では、配備されたビーバーの大部分が、氷によって損害を受けるか喪失した。損失はRAFの爆撃とも結びつき、1945年2月中の出撃を阻むこととなった。この爆撃は、ビーバーを水中または水の外へ移動させるために使用されるクレーンに損害を与えた。補充戦力により作戦が1945年4月まで継続されたが、しかし、成功にはいたらなかった。またビーバーの小艦隊は非常に高い損失率を出し続けた。最後のビーバーの作戦は、4月26日夜間に機雷の敷設を試みたものである。参加4隻中1隻が座礁し、3隻はP-47サンダーボルトの攻撃を受け、2隻が沈没した。

### Vaenga湾への攻撃企図

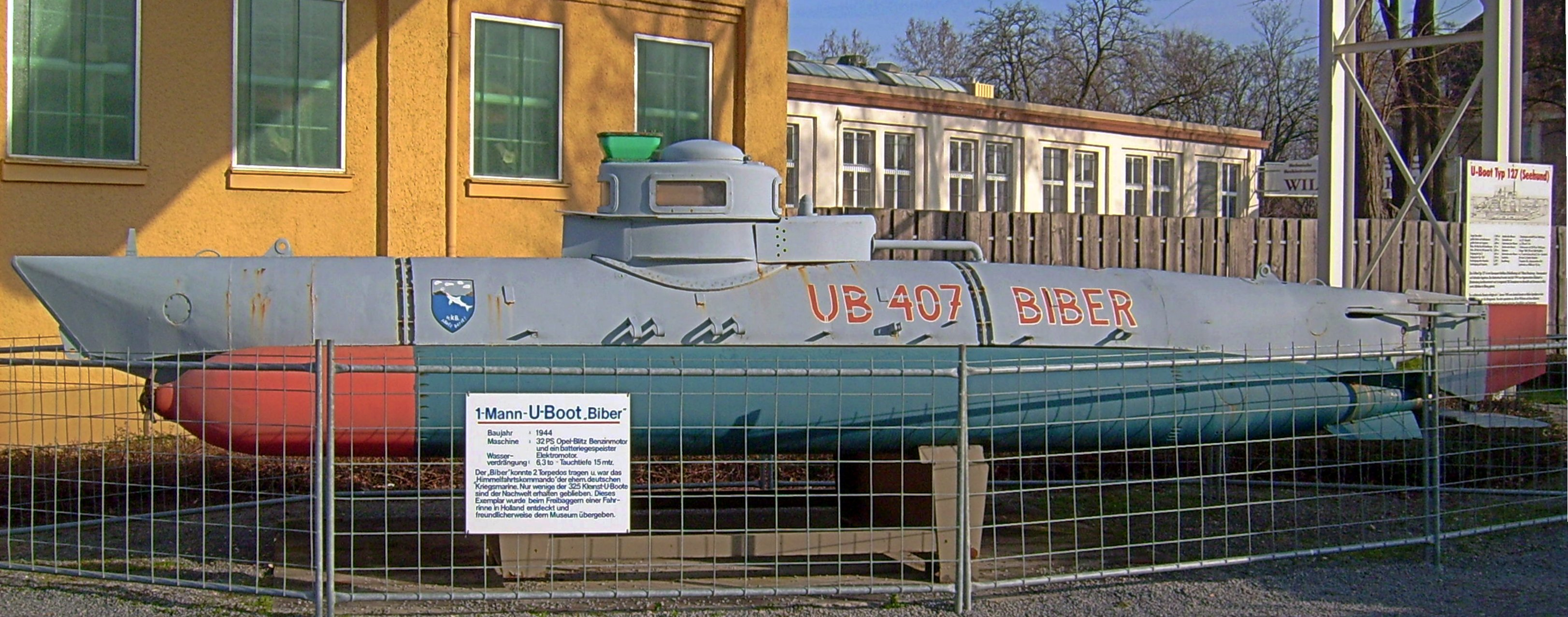
側面から見たビーバー。潜望鏡が失われている。

1945年1月、一つの試みがなされた。コラ半島のVaenga湾への攻撃実施である。作戦目標は、この港湾で給油と弾薬搭載のために停止した輸送船団、またはソビエト連邦の戦艦アルハンゲリスク（HMS ロイヤル・サブリンがソ連へ貸与されたもの）への攻撃の両方であった。予定された攻撃の時点に、アルハンゲリスクも輸送船団も港に投錨していなかった。この作戦はUボートのためのもので、港湾エリアまでビーバーを輸送した。U-295、U-318およびU-716は1月5日、船体上にビーバーを搭載してハーシュタを出港した。Uボートの機関からの振動が原因となり、ビーバーの艇尾ギアボックスが水漏れを起こし、水は機械室へ達した。この結果、作戦が断念された。

## 他の開発計画
ビーバーIIおよびビーバーIIIとして二人乗りの型が計画開始されたが、設計段階から出ることは無かった。

## 残存艇

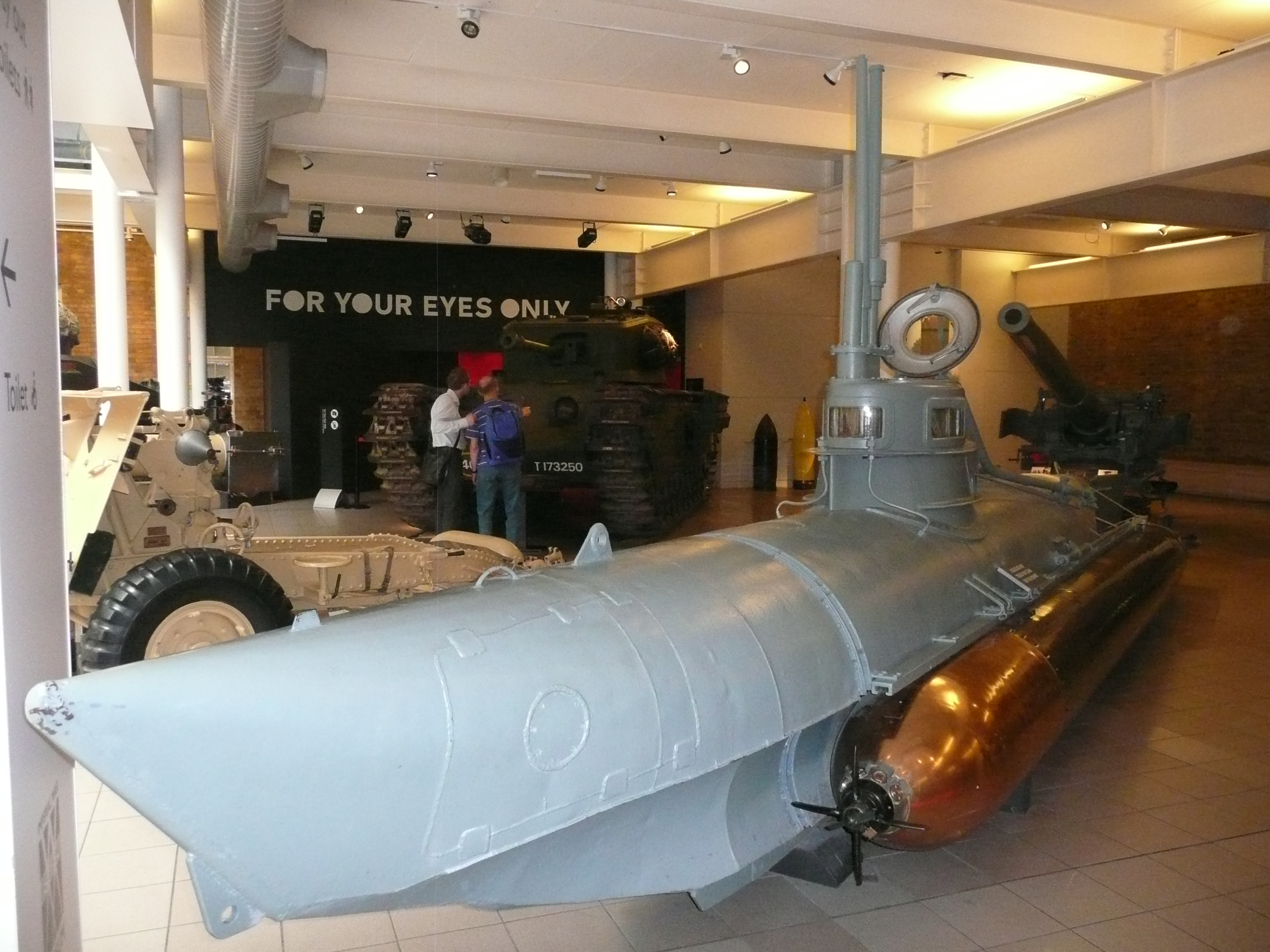
イギリスの帝国戦争博物館にて展示されるビーバーNo.90、2008年撮影。

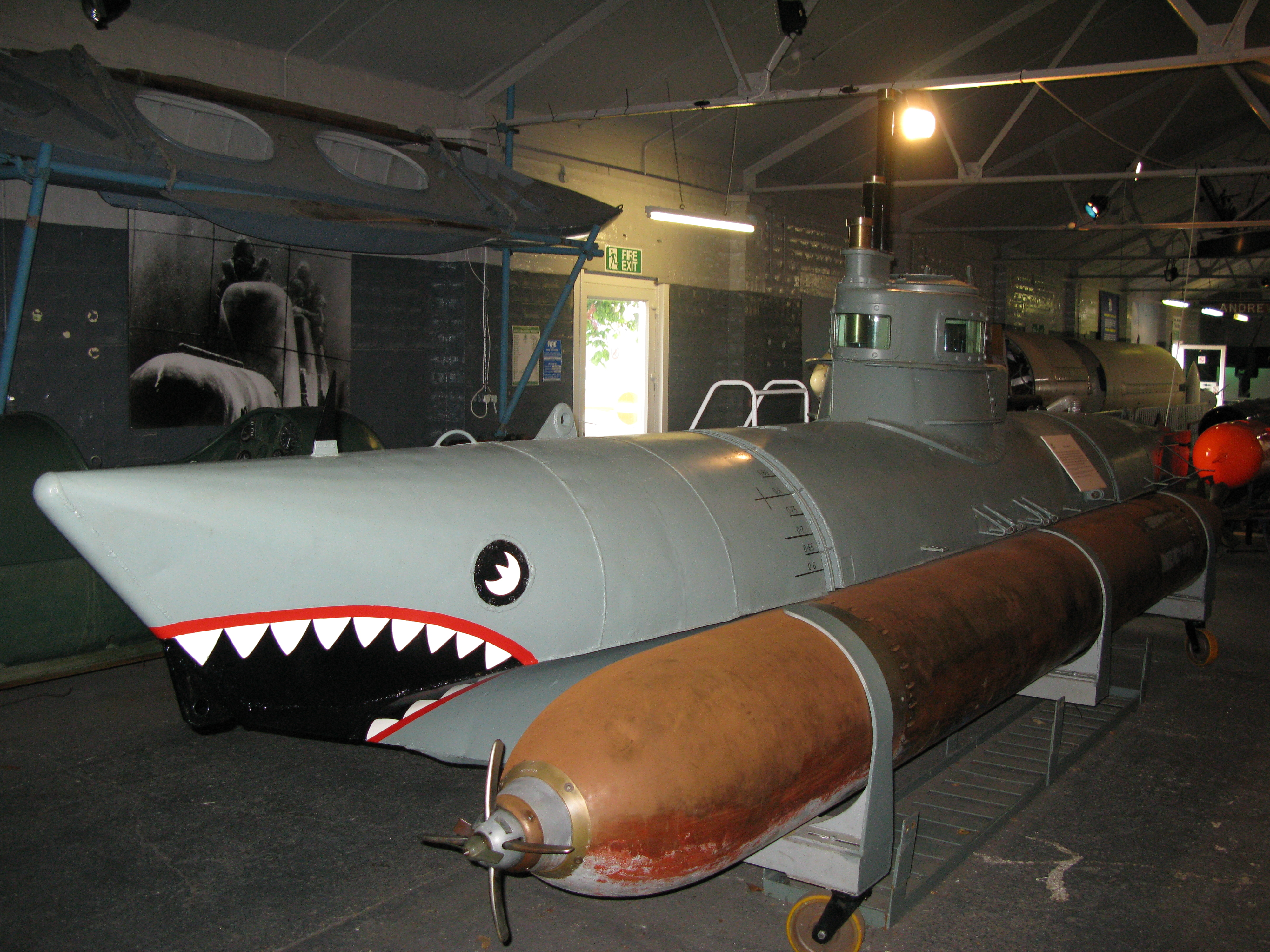
魚雷を装備したビーバーNo.105。王立海軍潜水艦博物館収蔵。

- ビーバーNo.90

ロンドンの帝国戦争博物館に展示されるこの潜航艇は、1944年12月後半に、Hellevoetsluisの運河を出撃した3隻のうちの1隻である。この艇は、1944年12月29日、ドーバーの北東49マイルで沈没しているのを発見された。艇の搭乗員は機関からの排気系統を完全に閉鎖できず、一酸化炭素中毒により死亡した。HMS レディはこの艇を曳航した。艇がドーバー港入り口の近くで沈没したときでさえ、イギリス海軍はこのビーバーを浮揚させ、広汎な試験を行った。艇の最初の検査時に発見された奇妙な点は以下の通りである。:

1本の瓶が座席の下に隠されており、中の記事は英文でしたためられていた。これは、艇が捕獲されたことと、操縦者がなぜ彼の最後を迎えるにいたったか、その説明の可能性について、何らかの関連性があると推測された。

発見に関して他の詳細は失われた。
- ビーバーNo.105

このビーバーは、イギリスのゴスポートにある王立海軍潜水艦博物館が所有している。この艇は可動状態にあり、また唯一完全に作戦可能な第二次世界大戦の潜水艦であると信じられている。2003年、この潜航艇はフリートサポート社の練習生によって可動状態にまで修復された。作業のガイダンスはイアン・クラークによる。この修復は、チャンネル4のテレビ番組「サルベージ・スクォード」のサードシリーズで呼び物となった。
- オランダの Nederlands Kustverdedigingsmuseum 所蔵のビーバー

この艇は1990年、オランダの新運河を浚渫作業中に発見された。艇はその後に修復された。
他のビーバーはミュンヘンのドイツ博物館、ドイツのシュパイヤーにあるシュパイヤー技術博物館で展示され、3隻以上がオランダで見られる。1隻はFort RammekensのVlissingenにて、また1隻はアムステルダムに近いSlotenで個人所有される。もう1隻はオーバールーン戦争博物館に展示される。2隻がノルウェーで現存しており、1隻が王立ノルウェー海軍博物館に、そしてもう1隻はHaakonsvern海軍基地が所有する。